# Ozarba
Ozarba is een geslacht van vlinders uit de familie van de uilen (Noctuidae).

## Soorten
- O. abscissa (Walker, 1858)
- O. abscondita Hampson, 1918
- O. acantholipina Draudt, 1950
- O. accincta (Distant, 1898)
- O. adactricula Guenée, 1852
- O. adaptata Hacker, 2016
- O. adducta Berio, 1940
- O. aeria (Grote, 1881)
- O. africana Berio, 1940
- O. agraria Schaus, 1911
- O. alberti Wiltshire, 1994
- O. albicostata Druce, 1899
- O. albifascia (Walker, 1865)
- O. albimarginata (Hampson, 1896)
- O. albomediovittata Berio, 1937
- O. aldabrae Berio, 1959
- O. alfierii (Wiltshire, 1948)
- O. aloisiisabaudiae Berio, 1937
- O. amazonia (Warren, 1889)
- O. angola Hacker, 2016
- O. angulilinea Schaus, 1914
- O. apicalis Hampson, 1910
- O. argentofusca Hacker, 2016
- O. argyrogramma (Hampson, 1914)
- O. atribasalis (Hampson, 1896)
- O. atrisigna (Hampson, 1910)
- O. badia (Swinhoe, 1886)
- O. bascura Dyar, 1914
- O. berioi Hacker, 2016
- O. besidia (Druce, 1898)
- O. bettina (Druce, 1898)
- O. bicolora (Bethune-Baker, 1911)
- O. bicoloria Gaede, 1935
- O. bicornis Hampson, 1910
- O. bipars Hampson, 1891
- O. bipartita (Hampson, 1902)
- O. brachycampta Hacker, 2016
- O. brunnea (Leech, 1900)
- O. capreolana Rebel, 1948
- O. catilina (Druce, 1889)
- O. catoxantha (Hampson, 1910)
- O. choruba Dyar, 1914
- O. chromatographa Hacker, 2016
- O. chrysaspis (Meyrick, 1891)
- O. cinda Schaus, 1940
- O. cinerea (Aurivillius, 1879)
- O. concolor Hampson, 1918
- O. consanguis (Hampson, 1902)
- O. consternans Hayes, 1975
- O. contempta (Walker, 1858)
- O. corniculans (Wallengren, 1860)
- O. corniculantis Berio, 1947
- O. costata Hampson, 1910
- O. cryptica Berio, 1940
- O. damagarima Rothschild, 1921
- O. damarensis Berio, 1940
- O. deficiens Berio, 1935
- O. delogramma Warren, 1913
- O. devylderi Berio, 1940
- O. diaphora (Staudinger, 1879)
- O. didymochra Hacker, 2016
- O. dignata (Möschler, 1884)
- O. diplogramma Hacker, 2016
- O. diplopodia Hacker, 2016
- O. dissymetrica Hacker, 2016
- O. divisa Gaede, 1916
- O. domina (Holland, 1894)
- O. endoplaga Hampson, 1916
- O. endoscota Hampson, 1916
- O. euthygramma Hacker, 2016
- O. euthygrapha Hacker, 2016
- O. excisa Hampson, 1891
- O. excurvata Hampson, 1910
- O. exoplaga Berio, 1940
- O. fasciata (Wallengren, 1860)
- O. felicia Le Cerf, 1922
- O. ferruginata Hacker, 2016
- O. flavescens Hampson, 1910
- O. flavicilia Hampson, 1914
- O. flavidiscata Hampson, 1910
- O. fuscescens Rebel, 1948
- O. fuscogrisea Hacker, 2016
- O. fuscopallida Hacker, 2016
- O. fuscundosa Hacker, 2016
- O. gaedei Berio, 1940
- O. genuflexa (Hampson, 1902)
- O. geta (Druce, 1889)
- O. glaucescens Hampson, 1910
- O. gonatia Hacker, 2016
- O. grisescens (Berio, 1947)
- O. griveaudae Viette, 1985
- O. hampsoni Hacker, 2016
- O. hemileuca Wiltshire, 1982
- O. hemiochra Hampson, 1910
- O. hemiphaea (Hampson, 1907)
- O. hemiplaca Meyrick, 1902
- O. hemipolia Hampson, 1910
- O. hemipyra Hampson, 1916
- O. hemisarca Hampson, 1916
- O. hemitecta Dyar, 1914
- O. hermanstaudei Hacker, 2016
- O. hoffmanni Berio, 1940
- O. holophaea Hampson, 1910
- O. honesta (Walker, 1865)
- O. hypenoides (Butler, 1889)
- O. hypotaenia (Wallengren, 1860)
- O. illosis (Hampson, 1907)
- O. imperspicua Hacker & Saldaitis, 2016
- O. implora Dyar, 1918
- O. incondita Butler, 1889
- O. inobtrusa (Hampson, 1902)
- O. inopinata Berio, 1940
- O. insignis (Butler, 1885)
- O. irrationalis Hacker, 2016
- O. isocampta Hampson, 1910
- O. itwarra Swinhoe, 1885
- O. jansei Berio, 1940
- O. joergmuelleris Hacker, 2016
- O. kalaharis Hacker, 2016
- O. lamina (Swinhoe, 1901)
- O. latizonata Hacker, 2016
- O. legrandi Berio, 1959
- O. lepida Saalmüller, 1891
- O. leptocyma Hampson, 1914
- O. limbata (Butler, 1898)
- O. limitata Berio, 1940
- O. madagascana Hacker, 2016
- O. madanda (Felder & Rogenhofer, 1874)
- O. magnofusca Hacker, 2016
- O. malaisei Berio, 1940
- O. mallarba Swinhoe, 1885
- O. marabensis Wiltshire, 1980
- O. marthae Berio, 1940
- O. megaplaga Hampson, 1910
- O. melagona Hampson, 1910
- O. melanodonta Hampson, 1910
- O. melanographa (Hampson, 1916)
- O. melanomaura Hacker, 2016
- O. mesozonata Hampson, 1916
- O. metaleuca Hampson, 1910
- O. metaphora Hacker, 2016
- O. metallica (Hampson, 1896)
- O. meyi Hacker, 2016
- O. miary Viette, 1985
- O. microcycla (Mabille, 1879)
- O. micropunctata Berio, 1959
- O. molybdota Hampson, 1910
- O. morstatti Berio, 1938
- O. mortua Berio, 1940
- O. nairobiensis Berio, 1977
- O. naumanni Hacker, 2016
- O. nebula Barnes & McDunnough, 1918
- O. negrottoi Berio, 1940
- O. nephroleuca Hampson, 1910
- O. nicotrai Berio, 1950
- O. nigroviridis (Hampson, 1902)
- O. nyanza (Felder & Rogenhofer, 1874)
- O. ochritincta Wileman & South, 1916
- O. ochrizona (Hampson, 1910)
- O. ochrographa Hacker & Saldaitis, 2016
- O. ochrozona Hampson, 1910
- O. olimcorniculans Berio, 1940
- O. onytes Schaus, 1914
- O. oplora Dyar, 1914
- O. orthochrysea Hacker, 2016
- O. orthogramma Hampson, 1914
- O. orthozona (Hampson, 1902)
- O. ovata Berio, 1977
- O. oxycampta Hacker, 2016
- O. pallescens (Wiltshire, 1990)
- O. pallida Hampson, 1910
- O. pallidicoloria Hacker, 2016
- O. parafricana Hacker, 2016
- O. paraplaga Hacker, 2016
- O. peraffinis Strand, 1920
- O. permutata Hacker, 2016
- O. perplexoides Hacker, 2016
- O. persinua Berio, 1940
- O. perssoni Wallengren, 1875
- O. phaea (Hampson, 1902)
- O. phaeocroa Hampson, 1910
- O. phaeomera (Hampson, 1910)
- O. phlebitis Hampson, 1910
- O. plagifera (Rebel, 1907)
- O. pluristriata (Berio, 1937)
- O. postrufoides (Poole, 1989)
- O. propera (Grote, 1882)
- O. punctifascia Le Cerf, 1922
- O. punctigera Walker, 1865
- O. rectifascia (Hampson, 1904)
- O. rectificata Berio, 1950
- O. reducta Berio, 1940
- O. regia Warren, 1914
- O. rex (Wiltshire, 1948)
- O. rougeoti Berio, 1984
- O. rubrivena Hampson, 1910
- O. rubrofusca (Berio, 1947)
- O. rufula Hampson, 1910
- O. saldaitis Hacker, 2016
- O. schmiedelae Mey, 2011
- O. schreieri (Hacker & Fibiger, 2006)
- O. sciaphora Hampson, 1910
- O. scoliocampta Hacker, 2016
- O. semiluctuosa Berio, 1937
- O. semipotentia Dyar, 1914
- O. semipurpurea (Hampson, 1902)
- O. semirubra Hampson, 1910
- O. simplex (Rebel, 1907)
- O. sinua Hampson, 1910
- O. socotrana Hampson, 1910
- O. spectabilis Hacker, 2016
- O. squamicornis Dyar, 1918
- O. staudeana Hacker, 2016
- O. stenocampta Hacker, 2016
- O. stenochra Hacker, 2016
- O. strigipennis (Hampson, 1916)
- O. subdentula Hampson, 1910
- O. subtusfimbriata Berio, 1940
- O. tacana Berio, 1976
- O. tamsina (Brandt, 1947)
- O. tenuifascia Hacker, 2016
- O. tenuis Hacker, 2016
- O. terminipuncta (Hampson, 1899)
- O. terribilis Berio, 1940
- O. tilora (Dyar, 1912)
- O. topnaari Mey, 2011
- O. toxotis Hampson, 1910
- O. transversa (Moore, 1884)
- O. tricoloria Hacker & Saldaitis, 2016
- O. tricornis Berio, 1976
- O. tricuspis Hampson, 1910
- O. uberosa (Swinhoe, 1885)
- O. uhlenhuthi Hacker, 2016
- O. umbrifera Hampson, 1910
- O. unigena Hacker & Saldaitis, 2016
- O. variabilis Berio, 1940
- O. variegata Le Cerf, 1911
- O. venata Butler, 1889
- O. vicina (Schaus, 1904)
- O. violascens (Hampson, 1910)
- O. wolframmeyi Hacker, 2016

### Status onduidelijk
- O. costalis Dyar, 1914